# Neuville-sur-Brenne
Neuville-sur-Brenne – miejscowość i gmina we Francji, w Regionie Centralnym, w departamencie Indre i Loara.
Według danych na rok 1990 gminę zamieszkiwało 516 osób, a gęstość zaludnienia wynosiła 75 osób/km² (wśród 1842 gmin Regionu Centralnego Neuville-sur-Brenne plasuje się na 671. miejscu pod względem liczby ludności, natomiast pod względem powierzchni na miejscu 1289.).